# Kerk van Leur
De hervormde kerk van Leur is een uit de 13e eeuw stammend kerkgebouw in de Gelderse heerlijkheid Leur, gemeente Wijchen.  
De kerk is gewijd aan de Heilige maagd Maria. In 1311 kwam de kerk in het bezit van het destijds invloedrijke cisterciënzer klooster Kamp in Kamp-Lintfort en werd het de moederkerk van de kerken in Bergharen en Overasselt. In de loop van de 15e en 16e eeuw werden drie monniken uit Leur abt van het klooster in Kamp, wat bijzonder genoemd kan worden voor een kleine dorpskerk. In 1566 werd de kerk net als naburige kerken onder invloed van de Reformatie geplunderd door de zoons van Herman van Bronckhorst. In 1621 verkocht de abdij de landerijen rondom de kerk aan drie Amsterdamse burgers en kwam de kerk in handen van de hervormden. De lokale heren van Leur hadden wel het collatierecht, waarmee ze lokaal een dominee konden voordragen ter benoeming. 
Het onderhoud van het kerkje werd ter harte genomen door de familie Van Balveren, eigenaren van het Huis te Leur. In 1752 werd voor deze familie, en voor de familie Van Verschuer, een grafkapel gebouwd tegen het koor.   
In 1976 werd de kerk overgedragen aan de Stichting Oude Gelderse Kerken.